# Bettina von Arnim
Bettina Brentano von Arnim (Arnim grófnője, eredetileg Elisabeth Catharina Ludovica Magdalena Brentano) (Frankfurt am Main, 1785. április 4. – Berlin, 1859. január 20.) német írónő, a romantika jeles képviselője.
Bettina gyakran a Bettine nevet használta, így életrajzokban gyakran találkozhatunk ezzel a formával is.

## Életpályája
Bettina a hetedik volt Peter Anton Brentano nagykereskedő és felesége, Maximiliane tizenkét gyermeke közül. 13 éves koráig a fritzlari orsolyásrendi kolostorban tanult. Szülei halála után Sophie von La Roche nevű nagyanyjával (aki fiatal korában szintén híres író volt) lakott előbb Offenbachban, ahol számos művésszel, tudóssal, német jakobinussal és francia emigránssal ismerkedett meg. Nagyanyja halála után váltakozva valamelyik testvérénél lakott, többek között Kasselben, ahol 1807 tavaszán meglátogatta Goethét, Münchenben, Landshutban. Gunda nővére hozzáment Friedrich Carl von Savigny ügyvédhez, akivel Marburgban laktak; Bettina időnként náluk is lakott, majd 1810-ben velük együtt Berlinbe költözött.
1811-ben hozzáment Achim von Arnimhoz, akit már Frankfurtban megismert bátyja, Clemens Brentano iskolatársaként és barátjaként. Házasságuk húsz éven át, Achim 1831-ben hirtelen bekövetkezett haláláig tartott, hét gyermekük született. Ezután következett írói pályájának legtermékenyebb időszaka, emellett férje és saját műveinek kiadásával foglalkozott. 1858-ban agyvérzést kapott, amiből már nem tudott felépülni. 1859. január 20-án családi körben hunyt el. Férje mellé, a wiepersdorfi kastély templomának temetőjébe temették.

## Leszármazottai
Az Achim von Arnimmal kötött házasságukból a következő gyermekeik születtek:
- Freimund Johann (1812. május 5. – 1863. március 2.)
- Siegmund Lucas (1813. október 2. – 1890. február 22.)
- Friedmund Anton Nepomuk (1815. február 9. – 1883. július 24.)
- Kühnemund Waldemar (1817. március 24. – 1835. június 24.)
- Maximiliane Marie Catharine (1818. október 23. – 1894. december 31.)
- Armgart Catharina Gisela (1820. március 4. – 1880. január 17., Irene Forbes-Mosse írónő anyja)
- Gisela (1827. augusztus 28. – 1889. április 4.), írónő

## Művészi tevékenysége
Számos levélregényt írt, a művek alapjául szolgáló leveleket alaposan átdolgozta minden erre való utalás nélkül. Kiemelendő 1835-ben megjelent regénye Goethe és egy gyermek levélváltásáról, amely nagy sikert aratott és jelentősen befolyásolta a kialakuló Goethe-képet, illetve helyét a német romantikában. Az eredeti leveleket 1921-ben találták meg.
A Die Günderode című levélregényében Karoline von Günderrodéval való barátságáról és Günderrode öngyilkosságáról ír.
Emellett komolyan foglalkozott zenével és rajzolással, de ebben egyebek mellett háziasszonyi teendői és anyagi korlátai is erősen korlátozták.

## Művei
- Goethes Briefwechsel mit einem Kinde, levélregény, 1835
- Die Günderode, levélregény, 1840
- Dies Buch gehört dem König, 1843
- Clemens Brentanos Frühlingskranz, aus Jugendbriefen ihm geflochten, levélregény, 1844
- Ilius Pamphilius und die Ambrosia, 1848
- An die aufgelöste Preußische Nationalversammlung, 1849

## Róla szóló művek
- Kertész Erzsébet: Bettina három élete
- Milan Kundera: Halhatatlanság (részben)
- ifj. Ambrózy Ágoston: Napóra. Beethoven – Bettina – Goethe. Regény; Zeneműkiadó, Bp., 1971